# Kees Klinkhamer
Adrianus Cornelis Klinkhamer ('s-Gravenhage, 24 juli 1931 − Bussum, 24 oktober 2017) was een Nederlands hoogleraar.

## Biografie
Klinkhamer behaalde zijn doctoraal geneeskunde aan de Universiteit van Amsterdam in 1954. In 1962 promoveerde hij aan de Universiteit Leiden op Het vaststellen van aberrante arteriën in het mediastinum superius door middel van het oesophagogram. In 1970 werd hij gevraagd als hoogleraar radiologie aan de Universiteit Utrecht. Dit ambt aanvaardde hij pas in 1971 nadat hem was toegezegd dat er investeringen zouden worden gedaan voor röntgenapparatuur door de universiteit. Hij werd daarmee de stichter van de afdeling radiologie van het Universitair Medisch Centrum Utrecht. Hij was tevens voorzitter van de Nederlandse Vereniging voor Radiologie. In 1990 ging hij met emeritaat.
Na zijn emeritaat was hij als consultant werkzaam voor bedrijven op het gebied van arbeidsmarkt en gezondheid. Daarnaast zette hij zich in voor het activeren van ouderen door onder andere het geven van lezingen, en het stimuleren dat ouderen blijven werken, ook na hun pensioen. Met zijn zoon Bas publiceerde hij in 2016 het boek Gelukkig ouder worden. Actief, vitaal en wijs.
Klinkhamer was getrouwd met de kunstenares Greetje Hubers. Prof. dr. A.C. Klinkhamer overleed eind 2017 op 86-jarige leeftijd.